# Йохан I (Изенбург-Браунсберг)
Йохан I фон Изенбург-Браунсберг (на немски: Johann I von Isenburg-Braunsberg; † сл. 10 април 1327) е граф на Изенбург-Браунсберг (1278 – 1327).
Той е син на граф Бруно III Изенбург-Браунсберг († ок. 1278/1279) и втората му съпруга Изолда (Изабела) фон Хайнсберг († сл. 1287), дъщеря на Хайнрих I фон Хайнсберг († 1266). Полубрат е на Енгелберт († 1306), каноник в Кьолн и Лиеж.

## Фамилия
Йохан I се жени пр. 19 април 1294 г. за Агнес фон Изенбург-Гренцау († 1314), дъщеря на Салетин II фон Изенбург и Кемпених и съпругата му Агнес фон Рункел. Те имат децата:
- Бруно IV фон Вид-Браунсберг-Изенбург (* ок. 1305; † 1325), женен на 2 декември 1305 г. за Хайлвиг фон Катценелнбоген († († 1333/1346), дъщеря на граф Вилхелм I фон Катценелнбоген († 1331) и първата му съпруга Ирмгард фон Изенбург-Бюдинген († 1333)
- Салентин, каноноик в Кьолн 1316
- Изалда фон Изенбург-Браунсберг (* ок. 1300, fl 1310/1335), омъжена пр. 15 септември 1311 г. за Лудвиг V фон Хамерщайн († 1334), син на бургграф Лудвиг IV фон Хамерщайн (* ок. 1268)
- Юта (* ок. 1308; fl 1328)
- Мехтилд фон Браунсберг († 1319), омъжена за Хайнрих I фон Хелфенщайн († между 7 декември 1312 и 22 ноември 1313), господар на Шпуркенбург, син на Херман I фон Хелфенщайн († ок. 1294) и Елиза фон Рененберг († сл. 1290)
- Изенгард фон Изенбург-Браунсберг († сл. 1315), омъжена 1311 г. за бургграф Йохан III фон Райнек († сл. 1356), син на бургграф Йохан II фон Райнек († пр. 1304) и Елизабет фон Изенбург-Аренфелс († сл. 1336/сл. 1350)
- Неса фон Изенбург-Браунсберг († сл. 1363), омъжена за Рорих II фон Рененберг († сл. 1365), син на Херман III фон Рененберг († 1322/1331), внук на Рорих I фон Рененберг († 1292/1301) и правнук на Герхард фон Рененберг († 1270)

Йохан I се жени втори път за Маргарета фон Викрат († сл. 1324), дъщеря на Лудолф де Викероде († сл. 1300) и Ирменгард фон Хелфенщайн. Те нямат деца.